# نیمو (رپر)
نیما یعقوبی (زاده ۲۵ دسامبر ۱۹۹۵) متولد(کارلسروهه، آلمان) رپر آلمانی با نام هنری (به انگلیسی:Nimo) است. او بیشتر با موسیقی (به آلمانی:KEIN SCHLAF) شناخته شده‌است.

## اوایل زندگی
نیمو در (کارلسروهه، آلمان) از خانواده ایرانی به دنیا آمد، خانواده او بعداً به لئونبرگ (وورتمبرگ) مهاجرت کردند. او در سن ۱۵سالگی، به خاطر جرائم متعدد به کانون اصلاح و تربیت منتقل داده شد.

## جوایز و نامزدی‌ها
| سال  | جوایز                  | طبقه‌بندی                   | اثر                                | نتیجه    |
| ---- | ---------------------- | -------------------------- | ---------------------------------- | -------- |
| ۲۰۱۶ | جوایز Hiphop.de Awards | بهترین رپر آلمانی تازه‌وارد | Himself                            | پیروز    |
| ۲۰۱۶ | جوایز Hiphop.de Awards | بهترین رپر تک کار آلمانی   | Himself                            | پیروز    |
| ۲۰۱۷ | جوایز Hiphop.de Awards | بهترین آهنگ آلمانی         | "Lambo Diablo GT" (با همکاری Capo) | پیروز    |
| ۲۰۱۷ | جوایز Hiphop.de Awards | بهترین آلبوم آلمانی        | !k!k                               | نامزدشده |